# Acropyga glaesaria

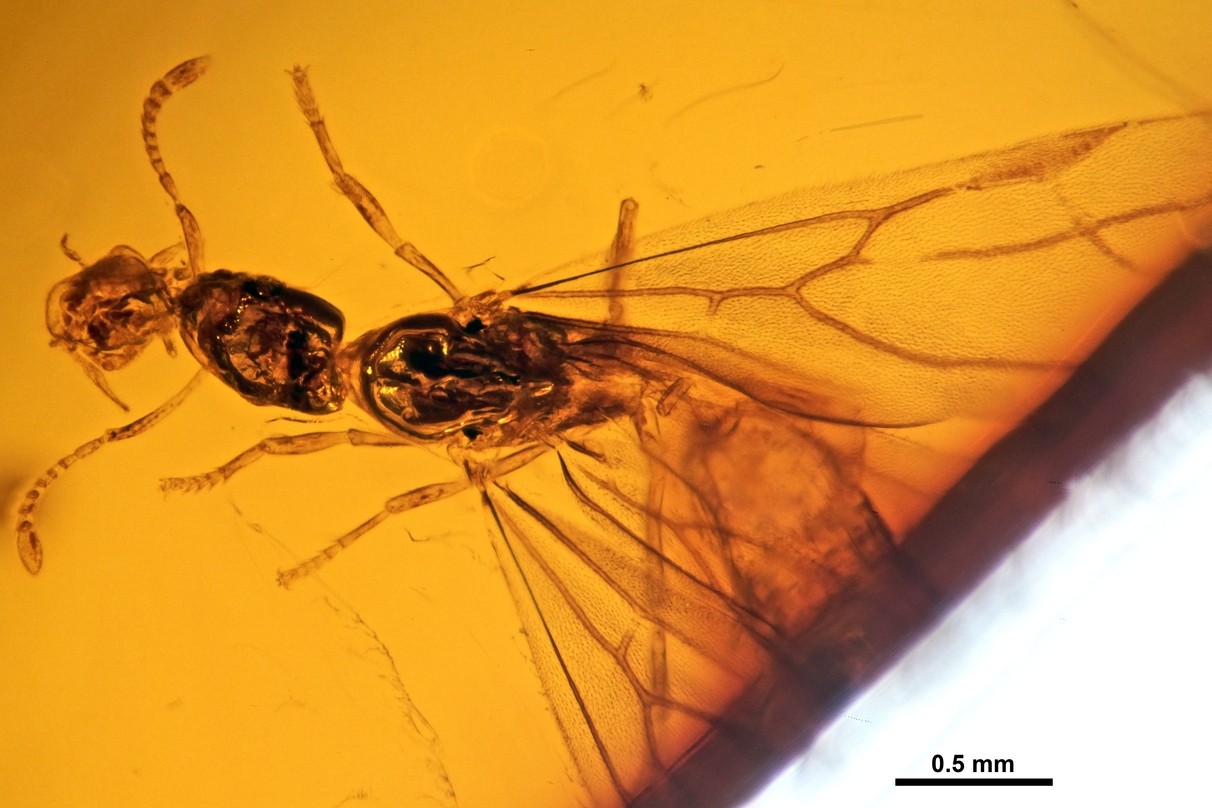
Acropyga glaesaria

Acropyga glaesaria (лат.) — ископаемый вид мелких муравьёв рода Acropyga из подсемейства Formicinae. Уникальность находки состоит в том, что муравьиная матка найдена с мирмекофильным червецом в своих челюстях. Миоценовый доминиканский янтарь (бурдигальский ярус, возраст от 16 до 20 млн лет).

## Описание
Мелкие муравьи жёлтого цвета, длина тела менее 3 мм (самки от 2,37 до 2,94 мм; самцы ещё мельче — 1,64 мм).
Усики самок состоят из 9 члеников (скапус и жгутик из 8 сегментов), а у самцов — из 10. Мандибулы с 8 зубцами, самые длинные из которых четвёртый и седьмой от вершины. Щупики короткие, нижнечелюстные состоят из двух члеников, а нижнегубные — из трёх (формула 2:3). Предположительно, сохранившаяся в куске янтаря самка демонстрирует пример трофофорезии. В своих челюстях она удерживает червеца Electromyrmococcus inclusus из семейства Pseudococcidae. У современных видов рода молодые самки Acropyga, отправляясь в брачный полёт, уносят из материнского гнезда одного червеца, удерживая его в своих челюстях, чтобы при основании новой семьи получать от него сладкие выделения при трофобиозе. Такое необычное поведение было названо трофофорезией.
Впервые был описан в 2005 году американскими мирмекологами Джоном ЛаПолла (LaPolla, J. S.) и назван по латинскому слову «glaesaria» (янтарь).